# Свиридонова Ганна Стефанівна
Ганна Стефанівна Свиридонова (нар. 29 березня 1949, тепер Російська Федерація) — українська радянська діячка, формувальниця Макіївського м'ясокомбінату Донецької області. Депутат Верховної Ради УРСР 10—11-го скликань.

## Біографія
Освіта середня.
З 1965 року — учениця, з 1966 року — формувальниця Макіївського м'ясокомбінату Донецької області.
Потім — на пенсії в місті Макіївці Донецької області.

## Нагороди
- ордени
- медалі